# إيهور شفيتس
إيهور شفيتس (بالأوكرانية: Швець Ігор Богданович)‏ هو لاعب كرة قدم أوكراني في مركز الهجوم، ولد في 14 مارس 1985 في بيريجاني في أوكرانيا. لعب مع نيفا ترنوبل.

## وصلات خارجية
- إيهور شفيتس على موقع اتحاد أوكرانيا (الإنجليزية)
- إيهور شفيتس على موقع قاعدة بيانات كرة القدم.إي يو (الإنجليزية)
- إيهور شفيتس على موقع Soccerway.com (الإنجليزية)